# Viktar Staselovich
Viktar Uladzimiravich Staselovich –en bielorruso, Віктар Уладзіміравіч Стасяловіч– (Minsk, 28 de mayo de 1994) es un deportista bielorruso que compite en natación, especialista en el estilo libre.
Ganó dos medallas de bronce en el Campeonato Europeo de Natación en Piscina Corta, en los años 2015 y 2019, en la prueba de 4 × 50 m libre.

## Palmarés internacional
| Campeonato Europeo en Piscina Corta | Campeonato Europeo en Piscina Corta | Campeonato Europeo en Piscina Corta | Campeonato Europeo en Piscina Corta |
| Año                                 | Lugar                               | Medalla                             | Prueba                              |
| ----------------------------------- | ----------------------------------- | ----------------------------------- | ----------------------------------- |
| 2015                                | Netanya (Israel)                    | Medalla de bronce                   | 4 × 50 m libre                      |
| 2019                                | Glasgow (Reino Unido)               | Medalla de bronce                   | 4 × 50 m estilos                    |